# Viveik Kalra
Viveik Kalra is een Britse acteur die vooral bekend is door de film Blinded by the Light, waarin hij de hoofdrol Javed speelde. Hij speelde ook in Voyagers en de tv-serie Beecham House.
Kalra groeide op in Windsor. Hij volgde een opleiding op de kostschool Hurtwood House in Dorking.
In 2017 debuteerde Kalra in de televisieserie Next Of Kin. Op dat moment studeerde hij in het eerste jaar van de Royal Welsh College of Music and Drama. Vanwege de grote rollen die hij kreeg aangeboden in Next Of Kin en Blinded by the Light, besloot hij met zijn studie te stoppen.